# Physogyra lichtensteini
Physogyra lichtensteini är en korallart som först beskrevs av Milne Edwards och Jules Haime 1851.  Physogyra lichtensteini ingår i släktet Physogyra och familjen Euphyllidae. IUCN kategoriserar arten globalt som sårbar. Inga underarter finns listade i Catalogue of Life.